# Chroniques du Pays des Mères
Chronique du Pays des Mères est un roman d'Élisabeth Vonarburg, publié pour la première fois en 1992. Il peut être classé dans les romans de science-fiction, catégorie anticipation. Salué par la critique, le roman remporte plusieurs prix littéraires au Canada.

## Résumé
Le roman décrit un monde plusieurs centaines d'années dans le futur, fruit d'une catastrophe ayant réduit très fortement le nombre de naissances masculines. La quasi-totalité de la population est féminine, ce qui crée des rapports humains différents. Ce roman a été remarqué sur le plan mondial. En particulier, sa traduction anglaise, publiée aux États-Unis sous le titre In Mothers' Land a reçu le prix spécial du jury du prix Philip-K.-Dick.
La trame du roman est basée sur la vie de l'héroïne, Lisbeï, fille de la Mère de Béthély.  Elle deviendra « exploratrice », et conduira des recherches historiques et archéologiques. Le roman décrit précisément, non seulement les rapports entre les gens, mais aussi tout un système d'institutions entre grandes familles (les « communes ») de ce monde peu peuplé. 

## Conception du roman
L'action des Chroniques du Pays des Mères se déroule plusieurs siècles après les événements décrits dans Le Silence de la cité.
La première édition du roman paraît aux éditions Québec Amérique en 1992. Élisabeth Vonarburg publie une seconde édition, révisée et définitive, en 1999.

## Accueil critique
Dans la revue française de littératures de l'imaginaire Yellow Submarine n°102, en 1993, le critique et écrivain André-François Ruaud (qui chronique la traduction américaine du roman) livre un avis enthousiaste sur les Chroniques du Pays des Mères, dont il salue le propos original (bien distinct de ce qui a été écrit auparavant sur ce type de postulat), « [son] incroyable profondeur (...) son humanité bouleversante, son ton de vérité captivant », qu'il explique en partie par le choix narratif d'une « trame très dense de récits croisés ». Il va jusqu'à déclarer avoir eu l'impression de lire une véritable biographie, « un roman historique sur une Histoire qui n'a pas encore eu lieu... »
Dans la revue française de science-fiction Galaxies n°3 en 1996, Stéphanie Nicot (qui chronique l'édition française du Livre de poche parue fin 1996) livre un avis très favorable. Après avoir rappelé que ce type de postulat en science-fiction a parfois donné lieu « au pire », c'est-à-dire « soit sur des utopies féministes sexistes et bavardes, soit sur des mises en scène machistes des angoisses de castration masculines », elle salue la capacité de Vonarburg à brosser une fresque fouillée et un traitement du sujet « prodigieusement subtil », « à mille lieux des clichés, des visions revanchardes, des simplifications » et elle admire « capacité de l'écrivain à évoquer un passé mythique ». Elle apprécie également le caractère attachant du personnage de Lisbeï et la réflexion sur les liens entre langage et pouvoir via la systématisation de l'usage du féminin, notamment pour les noms communs. 
Dans la revue française de science-fiction Bifrost n°98, Pierre Charrel chronique l'édition définitive publiée au Canada en 1999 et en France par Mnémos en 2019. Il salue une « œuvre magistrale (...) une passionnante fiction spéculative » qu'il rapproche d'écrivaines comme Doris Lessing et Ursula K. Le Guin. Il conclut en indiquant : « ce roman rappelle à sa magnifique manière science-fictionnelle que le féminisme est un humanisme ».

## Distinctions
Le roman remporte le prix Jacques-Brossard du Grand Prix de la science-fiction et du fantastique québécois en 1993. Le jury écrit : « Chroniques du Pays des Mères consacre la maturité littéraire d’Élisabeth Vonarburg et constitue une preuve irréfutable que son œuvre peut rivaliser avec celle des meilleurs écrivains de SF au monde. » La même année, le roman reçoit la Citation spéciale du Prix Philip-K.-Dick. Il remporte également, toujours en 1993, le Prix Aurora du Meilleur livre en français. Toujours la même année, il remporte le Prix Boréal, remis par les lecteurs canadiens francophones.
En 2021, il est finaliste Prix Hervé-Foulon du livre oublié.